# Ejército Karenni
El Ejército Karenni (en birmano: ကရင်နီ တပ်မတော်; abreviado KA, KnA o KiA) es el brazo armado del Partido Nacional Progresista de Karenni (KNPP) y opera en el este del estado Kayah (también conocido como estado Karenni), Myanmar.
El 7 de marzo de 2012, el gobierno de Myanmar firmó un acuerdo de alto el fuego con el KNPP, en presencia de observadores internacionales del Alto Comisionado de las Naciones Unidas para los Refugiados, el British Council y la embajada estadounidense. En 1995 se firmó un acuerdo de alto el fuego similar, pero se disolvió en tres meses.

## Historia
El gobierno británico reconoció y garantizó la independencia de los estados de Karenni en un tratado con el rey birmano Mindon Min en 1875, por el cual ambas partes reconocieron que el área no pertenecía ni a la dinastía Konbaung (Reino de Birmania) ni al Imperio británico. En consecuencia, los estados de Karenni nunca se incorporaron completamente a la Birmania británica. Los estados de Karenni fueron reconocidos como tributarios de la Birmania británica en 1892, cuando sus gobernantes acordaron aceptar un estipendio del gobierno británico.
La Constitución de la Unión de Birmania en 1947 proclamó que los tres Estados Karenni se unieran en un solo estado constituyente de la unión, llamado Estado Karenni. También dio la posibilidad de secesión del sindicato después de 10 años si los líderes del estado no estaban satisfechos con el gobierno central. En agosto de 1948, el líder karenni U Bee Htu Re fue asesinado por una milicia del gobierno central por su oposición a la inclusión de los estados karenni en la Unión de Birmania.
Desde 1957, el Ejército Karenni ha estado luchando contra las fuerzas gubernamentales en un intento de crear un estado Karenni independiente, además de un breve alto el fuego en 1995. El KNPP también ha luchado contra grupos de izquierda como el Partido Nacional de Kayan (KNLP) y el Frente de Liberación Popular Nacional de Karenni (KNPLF), que ahora están aliados con el Tatmadaw (Fuerzas Armadas de Myanmar). El grupo ha sido acusado de utilizar niños soldados, una afirmación que no han negado, diciendo que los niños se habían ofrecido voluntariamente porque sus padres habían muerto durante los enfrentamientos entre el KA y los soldados del gobierno.
La violencia entre los rebeldes karenni y el Tatmadaw se intensificó en mayo de 2021. A partir del 21 de mayo de 2021, el ejército de Karenni, junto con su aliado recientemente constituido, la Fuerza de Defensa del Pueblo Karenni, entabló batallas con el Tatmadaw en varias ciudades del estado de Kayah, dejando a decenas muerto.